# Lobelia rubescens
Lobelia rubescens là loài thực vật có hoa trong họ Hoa chuông. Loài này được De Wild. mô tả khoa học đầu tiên năm 1920.